# ドン!アタック
『ドン!アタック』は、1971年12月3日から1972年9月29日までTBS系列局で放送されていたTBS製作のゲームバラエティ番組である。タイガー魔法瓶工業（現・タイガー魔法瓶）の一社提供。放送時間は毎週金曜 19:30 - 20:00 （日本標準時）。

## 概要
毎回「リモコン自動車レース」などのさまざまなゲームで参加者たちを競わせていた番組。
前期においては、毎回4組の一般参加者ペアがトーナメント方式で競いあい、決勝戦でリモコン自動車レースをして優勝ペアを決める方式で行われていた。後期には、毎回芸能人たちが「北軍」「南軍」と4人ずつのチームに分かれて競いあう方式となったが、最終ゲームのリモコン自動車レースについては引き続き行われていた。
他局のゲーム番組ではゲーム開始の合図が笛の「ピーッ」やラッパの「パフゥ」であったのに対し、本番組はスタジオ内にセットされたミニチュア大砲を用い、「ドーン！」と迫力のある音を出していた。そして応援役の出演者とアシスタントは、南北戦争の軍服姿で番組に出演していた。

## 出演者
- 司会：藤村俊二
- 前期応援役：正司敏江・玲児
- 後期応援役：ギャグメッセンジャーズ

| TBS系列 金曜19:30枠 【タイガー魔法瓶工業一社提供枠】 | TBS系列 金曜19:30枠 【タイガー魔法瓶工業一社提供枠】 | TBS系列 金曜19:30枠 【タイガー魔法瓶工業一社提供枠】                    |
| 前番組                                               | 番組名                                               | 次番組                                                                  |
| ---------------------------------------------------- | ---------------------------------------------------- | ----------------------------------------------------------------------- |
| 女はつらいよ （1971年6月4日 - 1971年11月26日）       | ドン!アタック （1971年12月3日 - 1972年9月29日）      | テレビリクエストスタジオ スター総登場 （1972年10月6日 - 1973年3月30日） |